# Џејсон Кид
Џејсон Фредерик Кид (енгл. Jason Frederick Kidd; Сан Франциско, Калифорнија, 23. март 1973) бивши је амерички кошаркаш, а садашњи кошаркашки тренер. Играо је на позицији плејмејкера. Тренутно је главни тренер Далас маверикса.
Играо је на позицији плејмејкера и један је од најбољих асистената у историји НБА лиге, у којој је играо 19 сезона. Са екипом Даласа је био НБА шампион 2011. године, а још два пута би у финалу са екипом Њу Џерзи нетса. Шест пута је био члан идеалне петорке НБА лиге, а десет пута је био учесник ол-стар утакмице. Звали су га трипл-дабл машина, а са 107 укупно трипл-даблова у каријери трећи је у историји НБА лиге. Са репрезентацијом САД је освојио два Олимпијска злата.

## Детињство
Џејсон Кид је рођен у Сан Франциску, а детињство провео у Оукланду, такође у Калифорнији. Његов отац Стив је афро-америчког, а мајка Ани ирско-америчког порекла и поред њега имали су још петоро деце. Још у основној школи се бавио кошарком, а у Окланду често играо баскет са још једном будућом НБА звездом, Геријем Пејтоном. Након тога је наступао за средњошколски тим у Аламеди који је предводио до титула шампиона. У сениорској сезони имао је фантастични просек од 25 поена, 10 асистенција, 7 скокова и 7 украдених лопти по утакмици. Те године је добио Нејсмитову награду за најбољег играча.

## Колеџ
Колеџ каријеру провео је у Голден берсима у Калифорнији. Већ у првој сезони Кид је имао просечно 13 поена, 7,7 асистенција, 4,9 скокова и 3,8 украдених лопти због чега је проглашен за најбољег новајлију. И у следећој сезони је играо одлично са још бољим просеком оод 16,7 поена, 9,1 асистенција, 6,9 скокова и 3,1 украдених лопти по мечу. Те године је поново био најбољи у читавом САД по укупном броју асистенција од 272. Пласирало се на завршницу НЦАА турнира али су стали у првом колу. По завршетку сезоне Џејсон Кид одлучује да изађе на драфт.

## НБА Каријера

### Далас маверикси
Кид је изабран као висококотирани други пик у првој рунди драфта 1994. године од стране Далас маверикса. Испред њега је био Глен Робинсон, а одмах иза њега на трећој позицији Грент Хил. Већ у првој сезони је заблистао са одличним просеком и предводио читаву НБА лигу по броју трипл-даблова. Заједно са Грентом Хилом је изабран за најбољег новајлију у НБА лиги. Колико је Кид био добар избор за Далас говори чињеница да су у претходној сезони имали 13 победа и 69 пораза, а у тој 36 победа и 46 пораза.
Међутим у следећој сезони није био видљив напредак јер водећи трио Џејсон Кид, Џим Џексон и Џамал Мешбурн није баш сјајно функционисао. Током треће сезоне у НБА лиги, године био је трејдован у Финикс сансе са још двојицом саиграча у замену за Мајкл Финлија, Еј Си Грина и Сем Касела.

### Финикс санси
И у тиму Финикса је био плодоносан јер је већ у првој сезони број победа овог тима повећа за 16. У сезони 1998/99. Кид је са просечних 10,8 асистенција по мечу био најбољи у читавој лиги, док је по просеку минута проведених на терену био други иза Алена Ајверсона. Можда је најневероватнији податак је да је те сезоне предводио лигу са 7 трипл-даблова док су сви остали играчи у НБА направили укупно 11 трипл-даблова. У сезони 2000(01. управа Санса, Киду придружује Пени Харадвеја из Орланда меџика. У регуларном делу су успели да обезбеде однос победа и пораза од 53-29, али су их повреде у плеј-офу омеле да дођу до озбиљнијег резултата.

### Њу Џерзи нетси
Дана 28. јуна 2001. године Џејсон Кид је био део великог трејда од чак 5 играча, између Финикса и Њу Џерси нетса. У Нетсе су прешли Кид и Крис Дадли, а на супротну страну Стефон Марбери, Џони Њуман и Сумаила Самаки. Кид се придружио тиму који се градио око младог Кенјона Мартина, ветерана Кит Ван Хорна и Кенија Китиса као и новајлије Ричарда Џеферсона. Опет се Кид вишеструко исплатио новом клубу јер је клупски број победа у његовој првој сезони овећао за 26, на укупно 52 победе што је до тада био најбољи учинак овог тима у историји. Кид је заслужио да буде члан идеалне петорке читаве НБА лиге у сезони 2001/02. Оно што је још битније Кид је успео да овај маргинализован тим претвори у тим који је вредан борбе за титулу НБА лиге. У плеј-офу Нетси су били неумољиви према противницима у Источној конференцији. У финалу источне конференције су победили Бостон селтиксе, а Кид је у тој серији постигао чак три трипл-дабла, што је било први пут у историји НБА лиге (односно у 25-годишњој историји од када се прате сви статистички подаци). Ипак у финалу су поражени од Лејкерса који су били предвођени Коби Брајантом и Шакил О’Нилом, и тих година били неприкосновени.
И следеће сезоне Нетси су дошли до самог финала НБА лиге. Ипак овога пута у финалу су их чекали Сан Антонио спарси који су победили у 6 утакмица. Кид је те сезоне имао највећи просек поена у својој каријери од 18,7 као и 8,9 асистенција по мечу. И наредних сезона Нетси су били константно у плеј офу, али као да нису имали среће. Ипак, током свих година проведених у Нетсима Кид је био лидер, а цео тим је играо лепршаво и веома атрактивно. Доласком Винса Картера 2004. године тим је био још атрактивнији, са много контри и безброј закуцавања што Картера што Мартина на асистенцијама Џејсона Кида. 7. априла 2007. године, Кид и Картер су заједно постигли трипл-даблове што је први пут после 1989. године када су исто учинили Мајкл Џордан и Скоти Пипен. Те сезоне Џејсон Кид је имао трипл-дабл просек у читавом плеј-офу од 14,6 поена, 10,9 скокова и 10,9 асистенција, и тако постао тек други играч коме је то пошло за руком. У сезони 2007/08. Кид је направио три узастопна трипл-дабла што је било укупно 97 у његовој каријери.

### Повратак у Далас
Дана 13. фебруара 2008. године Кид је опет био учесник великог трејда у којем он завршава у екипи у којој је започео НБА каријеру. Управа Маверикса се надала да је управо Кид неопходан играч који би помогао Дирку Новицком да се коначно домогну титуле НБА шампиона. 5. јула 2009. године Кид је продужио уговор са Даласом на још три године током којих је требало да заради 25 милиона долара. Далас је играо веома добро током свих тих сезона али се у плеј-офу нису добро сналазили и поред тога што су чак у једној сезони имали и најбољи скор у читавој НБА лиги.
Ипак када се чинило да ће и он као и његов саиграч Дирк Новицки каријере завршити без овог вредног трофеја десило се велико изненађење. На почетку сезоне 2010/11. Леброн Џејмс је заједно са Крисом Бошом прешао у Мајами и деловало је да нико други неће моћи да им измакне титулу шампиона. Кид је те сезоне постигао свој 100 трипл-дабл прешао границу од 10.000 асистенција у каријери. Оно што је још битније тим су чинили још и Тајсон Чендлер који је важио за одличног дефанзивца, као и сад већ ветеран Џејсон Тери који је био веома користан у кључним моментима утакмице. На полусезони у тим стиже још један ветеран Предраг Стојаковић и борба у плеј офу је могла да почне. Падали су сви противници редом. Чак и Лејкерси су били готово понижени јер су побеђени са 4:0 у серији. Далас је у једној од утакмица у тој серији погодио чак 20 тројки, и тиме изједначио рекорд плеј-офа. У финалу их је чекао фаворизовани трио из Мајамија: Леброн Џејмс, Крис Бош и Двејн Вејд. Иако је губио са 2:1 у серији, Далас је успео да се по први пут у историји домогне шампионског наслова као и Џејсон Кид. Кид је током 21 утакмице тог плеј офа бележио просечно 9,3 поена, 7,3 асистенција, 4,5 скокова и 1,9 украдену лопту по мечу. Са 38 година постао је најстарији плејмејкер који је предводио свој тим то титуле НБА. У следећој сезони приметан је био умор овог ветерана и статистичке бројке су знатно опале.

### Њујорк никси
Своју задњу сезону одиграо је у екипи Њујорка, на великој сцени Медисон сквер гардена. Јула 2012. године потписао је уговор са Никсима. Очекивало се да буде ментор великој нади Џереми Лину, међутим он убрзо прелази у Хјустон. Са 40 година у децембру те сезоне је просечно играо 33 минута по утакмици. Њујорк је те сезоне забележио преко 50 победа, што је био први пут после 12 година. 3. јуна после једне сезоне у Њујорку и 19 сезона у НБА лиги, Џејсон Кид одлучује да заврши играчку каријеру, и то у истом дану када и његов вршњак Грент Хил.

### Репрезентација
Кид је био део репрезентације САД која је освојила златну медаљу на Олимпијским играма 2000. године у Сиднеју. Просечно је постизао 6 поена уз 5,3 скокова, 4,4 асистенција и 1,1 украдених лопти по мечу. Био је на списку репрезентативаца за Светско првенство у Индијанаполису, међутим на крају није играо због повреде. Иста ситуација се поновила и 2004. када су се одржавале Олимпијске игре у Атини. Са репрезентацијом је освојио још једну златну медаљу и то на Олимпијским играма у Пекингу 2008. године. Поред тога има и три злата са Америчког првенства: 1999, 2003 и 2007. године.

### НБА статистика
| † | означава сезону када осваја НБА титулу |
|   | Најбоље у лиги                         |

#### Просечно по утакмици
| Сезона    | Екипа    | ОУ    | СУ    | МПУ  | ПШ%  | 3П%  | СБ%  | СПУ | АПУ  | УПУ | БПУ | ППУ  |
| --------- | -------- | ----- | ----- | ---- | ---- | ---- | ---- | --- | ---- | --- | --- | ---- |
| 1994/95.  | Далас    | 79    | 79    | 33.8 | .385 | .272 | .698 | 5.4 | 7.7  | 1.9 | .3  | 11.7 |
| 1995/96.  | Далас    | 81    | 81    | 37.5 | .381 | .336 | .692 | 6.8 | 9.7  | 2.2 | .3  | 16.6 |
| 1996/97.  | Далас    | 22    | 22    | 36.0 | .369 | .323 | .667 | 4.1 | 9.1  | 2.0 | .4  | 9.9  |
| 1996/97.  | Финикс   | 33    | 23    | 35.5 | .423 | .400 | .688 | 4.8 | 9.0  | 2.4 | .4  | 11.6 |
| 1997/98.  | Финикс   | 82    | 82    | 38.0 | .416 | .313 | .799 | 6.2 | 9.1  | 2.0 | .3  | 11.6 |
| 1998/99.  | Финикс   | 50    | 50    | 41.2 | .444 | .366 | .757 | 6.8 | 10.8 | 2.3 | .4  | 16.9 |
| 1999/00.  | Финикс   | 67    | 67    | 39.0 | .409 | .337 | .829 | 7.2 | 10.1 | 2.0 | .4  | 14.3 |
| 2000/01.  | Финикс   | 77    | 76    | 39.8 | .411 | .297 | .814 | 6.4 | 9.8  | 2.2 | .3  | 16.9 |
| 2001/02.  | Њу Џерси | 82    | 82    | 37.3 | .391 | .321 | .814 | 7.3 | 9.9  | 2.1 | .2  | 14.7 |
| 2002/03.  | Њу Џерси | 80    | 80    | 37.4 | .414 | .341 | .841 | 6.3 | 8.9  | 2.2 | .3  | 18.7 |
| 2003/04.  | Њу Џерси | 67    | 66    | 36.6 | .384 | .321 | .827 | 6.4 | 9.2  | 1.8 | .2  | 15.5 |
| 2004/05.  | Њу Џерси | 66    | 65    | 36.9 | .398 | .360 | .740 | 7.4 | 8.3  | 1.9 | .1  | 14.4 |
| 2005/06.  | Њу Џерси | 80    | 80    | 37.2 | .404 | .352 | .795 | 7.3 | 8.4  | 1.9 | .4  | 13.3 |
| 2006/07.  | Њу Џерси | 80    | 80    | 36.7 | .406 | .343 | .778 | 8.2 | 9.2  | 1.6 | .3  | 13.0 |
| 2007/08.  | Њу Џерси | 51    | 51    | 37.2 | .366 | .356 | .820 | 8.1 | 10.4 | 1.5 | .3  | 11.3 |
| 2007/08.  | Далас    | 29    | 29    | 34.9 | .426 | .461 | .815 | 6.5 | 9.5  | 2.1 | .4  | 9.9  |
| 2008/09.  | Далас    | 81    | 81    | 35.6 | .416 | .406 | .819 | 6.2 | 8.7  | 2.0 | .5  | 9.0  |
| 2009/10.  | Далас    | 80    | 80    | 36.0 | .423 | .425 | .808 | 5.6 | 9.1  | 1.8 | .4  | 10.3 |
| 2010/11.† | Далас    | 80    | 80    | 33.2 | .361 | .340 | .870 | 4.4 | 8.2  | 1.7 | .4  | 7.9  |
| 2011/12.  | Далас    | 48    | 48    | 28.7 | .363 | .354 | .786 | 4.1 | 5.5  | 1.7 | .2  | 6.2  |
| 2012/13.  | Њујорк   | 76    | 48    | 26.9 | .372 | .351 | .833 | 4.3 | 3.3  | 1.6 | .3  | 6.0  |
| Каријера  | Каријера | 1,391 | 1,350 | 36.0 | .400 | .349 | .785 | 6.3 | 8.7  | 1.9 | .3  | 12.6 |
| Ол-стар   | Ол-стар  | 9     | 5     | 23.2 | .525 | .478 | .833 | 3.4 | 7.7  | 2.7 | .0  | 6.4  |

#### Плеј-оф
| Сезона   | Екипа    | ОУ  | СУ  | МПУ  | ПШ%  | 3П%  | СБ%   | СПУ  | АПУ  | УПУ | БПУ | ППУ  |
| -------- | -------- | --- | --- | ---- | ---- | ---- | ----- | ---- | ---- | --- | --- | ---- |
| 1997.    | Финикс   | 5   | 5   | 41.4 | .396 | .364 | .526  | 6.0  | 9.8  | 2.2 | .4  | 12.0 |
| 1998.    | Финикс   | 4   | 4   | 42.8 | .379 | .000 | .813  | 5.8  | 7.8  | 4.0 | .5  | 14.3 |
| 1999.    | Финикс   | 3   | 3   | 42.0 | .419 | .250 | .714  | 2.3  | 10.3 | 1.7 | .3  | 15.0 |
| 2000.    | Финикс   | 6   | 6   | 38.2 | .400 | .364 | .778  | 6.7  | 8.8  | 1.8 | .2  | 9.8  |
| 2001.    | Финикс   | 4   | 4   | 41.5 | .319 | .235 | .750  | 6.0  | 13.3 | 2.0 | .0  | 14.3 |
| 2002.    | Њу Џерси | 20  | 20  | 40.2 | .415 | .189 | .808  | 8.2  | 9.1  | 1.7 | .4  | 19.6 |
| 2003.    | Њу Џерси | 20  | 20  | 42.6 | .402 | .327 | .825  | 7.7  | 8.2  | 1.8 | .2  | 20.1 |
| 2004.    | Њу Џерси | 11  | 11  | 43.1 | .333 | .208 | .811  | 6.6  | 9.0  | 2.3 | .5  | 12.6 |
| 2005.    | Њу Џерси | 4   | 4   | 45.5 | .388 | .367 | .545  | 9.0  | 7.3  | 2.5 | .0  | 17.3 |
| 2006.    | Њу Џерси | 11  | 11  | 40.9 | .371 | .300 | .826  | 7.6  | 9.6  | 1.5 | .2  | 12.0 |
| 2007.    | Њу Џерси | 12  | 12  | 40.3 | .432 | .420 | .520  | 10.9 | 10.9 | 1.8 | .4  | 14.6 |
| 2008.    | Далас    | 5   | 5   | 36.0 | .421 | .462 | .625  | 6.4  | 6.8  | 1.4 | .4  | 8.6  |
| 2009.    | Далас    | 10  | 10  | 38.6 | .458 | .447 | .850  | 5.8  | 5.9  | 2.2 | .3  | 11.4 |
| 2010.    | Далас    | 6   | 6   | 40.5 | .304 | .321 | .917  | 6.8  | 7.0  | 2.3 | .2  | 8.0  |
| 2011.†   | Далас    | 21  | 21  | 35.4 | .398 | .374 | .800  | 4.5  | 7.3  | 1.9 | .5  | 9.3  |
| 2012.    | Далас    | 4   | 4   | 36.0 | .341 | .346 | .900  | 6.0  | 6.0  | 3.0 | .3  | 11.5 |
| 2013.    | Њујорк   | 12  | 0   | 20.6 | .120 | .176 | 1.000 | 3.5  | 2.0  | 1.0 | .3  | .9   |
| Каријера | Каријера | 158 | 146 | 38.5 | .391 | .322 | .781  | 6.7  | 8.0  | 1.9 | .3  | 12.9 |

## Тренерска каријера

### Бруклин нетси
Само неколико дана по престанку играчке каријере започиње његова тренерска каријера, потписујући уговор са Бруклин нетсима. Са тимом ветерана попут Кевина Гарнета, Пола Пирса и Џоа Џонсона успео је да дође до плеј-офа али не даље од друге рунде где су поражени од Мајамија. Кид је проглашен за најбољег тренера месеца Источне конференције и то два пута, за месеце јануар и март.

### Милвоки бакси
Следеће године Кид је трејдован у Милвоки баксе, што је после Дока Риверса тек други пут у историји да се трејдује тренер. И Милвоки је предводио до плеј-офа. У избору за тренера године био је трећи иза Мајка Буденхолзера и Стива Кера.

### НБА тренерска статистика
| Тим      | Година   | У   | ПОБ | ПОР | УС%  | Пласман                | ПУ | ППОБ | ППОР | ПУС% | Пласман у плеј-офу                 |
| -------- | -------- | --- | --- | --- | ---- | ---------------------- | -- | ---- | ---- | ---- | ---------------------------------- |
| Бруклин  | 2013/14. | 82  | 44  | 38  | .537 | 2. у Атлантик дивизији | 12 | 5    | 7    | .417 | Изгубили у полуфиналу конференције |
| Милвоки  | 2014/15. | 82  | 41  | 41  | .500 | 3rd in Central         | 6  | 2    | 4    | .333 | Изгубили у првој рунди             |
| Каријера |          | 164 | 85  | 79  | .518 |                        | 18 | 7    | 11   | .389 |                                    |

## Успеси

### Клупски
- Далас маверикси:
  - НБА (1): 2010/11.

### Репрезентативни
- Олимпијске игре:  2000, 2008.
- Америчко првенство:  1999, 2003, 2007.

### Појединачни
- НБА Ол-стар меч (10): 1996, 1998, 2000, 2001, 2002, 2003, 2004, 2007, 2008, 2010.
- Идеални тим НБА — прва постава (5): 1998/99, 1999/00, 2000/01, 2001/02, 2003/04.
- Идеални тим НБА — друга постава (1): 2002/03.
- Идеални одбрамбени тим НБА — прва постава (4): 1998/99, 2000/01, 2001/02, 2005/06.
- Идеални одбрамбени тим НБА — друга постава (5): 1999/00, 2002/03, 2003/04, 2004/05, 2006/07.
- Победник НБА такмичења у вештинама (1): 2003.
- НБА новајлија године: 1994/95. (заједно са Грантом Хилом)
- Идеални тим новајлија НБА — прва постава: 1994/95.
- НБА спортска личност године (2): 2011/12, 2012/13.
- Водећи по просечном броју асистенција у НБА лиги (5): 1999 (10,8), 2000 (10,1), 2001 (9,8), 2003 (8,9), 2004 (9,2)
- Водећи по укупном броју асистенција у НБА лиги (3): 1999 (539), 2001 (753), 2003 (711)
- Водећи по укупном броју украдених лопти у НБА лиги (1): 2002 (175)

## Остало
Са првом женом Џоуманом се оженио 1997. године са којом има троје деце. Ипак у браку су имали пуно проблема када је чак Џоумана подизала тужбу за злостављање. Зато је дошло до развода 2007. године.
Септембра 2011. године Кид се жени са фото моделом Поршулом Колеман, са којом има двоје деце.